# بطولة أوروبا لكرة الماء للسيدات 1997
بطولة أوروبا لكرة الماء للسيدات 1997 كان الموسم السابع من بطولة أوروبا لكرة الماء للسيدات، وجرت المنافسات في إشبيلية إسبانيا، ونظمت من قبل الاتحاد الأوروبي للسباحة.

## النتائج
| م       | المنتخب         |
| ------- | --------------- |
| ذهبية   | إيطاليا         |
| فضية    | روسيا           |
| برونزية | هولندا          |
| الرابع  | إسبانيا         |
| الخامس  | المجر           |
| السادس  | ألمانيا         |
| السابع  | اليونان         |
| الثامن  | فرنسا           |
| التاسع  | صربيا           |
| العاشر  | المملكة المتحدة |